# 约翰·里德 (帆船运动员)
约翰·里德（英語：John Reid，1918年11月27日—1954年5月17日），美国男子帆船运动员。他曾代表美国参加1952年夏季奥林匹克运动会帆船比赛，联同约翰·普赖斯获得一枚银牌。